# Cherbonniericrinus
Cherbonniericrinus is een monotypisch geslacht van gesteelde zeelelies uit de familie Rhizocrinidae.

## Soort
- Cherbonniericrinus cherbonnieri Roux, 1976